# Xã Oneida, Quận Huntingdon, Pennsylvania
Xã Oneida (tiếng Anh: Oneida Township) là một xã thuộc quận Huntingdon, tiểu bang Pennsylvania, Hoa Kỳ. Năm 2010, dân số của xã này là 1.077 người.